# Panislamizam
Panislamizam je više ili manje sustavna težnja za ujedinjenjem svih koji priznaju islam, ali ovaj pojam se također odnosi i na muslimansko oslobađanje od bilo kakvih utjecaja koje provode europske kršćanske nacije. Panislamizam je politički pokret koji nastaje u 19. stoljeću kao reakcija na imperijalizam europskih kršćanskih velesila.  
Osnivačem panislamizma najčešće se smatra Jamal al-din Asadabadi (1838. – 97.) a pokret je podržavao, između ostalih, i sultan Osmanskog Carstva Abdul Hamid II., (1876. – 1909.) On je rabio panislamizam kao osnovu za svoj zahtjev vladanjem islamskim svijetom, no smijenjen je kada su Mladoturci podigli ustanak i ukinuli kalifat 1924. godine.
Arapski nacionalizam, panarabizam, potisnuo je u sljedećem periodu panislamizam u pozadinu, no poslije Drugog svjetskog rata ovaj ponovo dobiva na snazi. 
Ideje panislamizma odigrale su npr. značajnu ulogu tijekom oslobađanja od britanskih kolonijalnih vlasti u Aziji. 
Unutar Arapskog svijeta panislamizam je još uvijek jedan od brojnih religijskih/političkih struja.